# Loxigilla
Loxigilla es un género de aves paseriformes de la familia Thraupidae que agrupa a dos especies nativas de las Antillas Menores. El género anteriormente se clasificaba en la familia Emberizidae. Sus miembros se denominan comúnmente semilleros o comeñames.

## Etimología
El nombre genérico femenino Loxigilla es una combinación de los géneros Loxia, los piquituertos, y Fringilla, los pinzones, ambos del Viejo Mundo.

## Características
Las dos especies de este género son tráupidos medianos, miden entre 14 y 15,5 cm de longitud, de picos cónicos cortos y robustos. La especie L. noctis es sexualmente dimórfica, con el macho predominantemente negro con la garganta y lista superciliar rojizos y la hembra de color pardo grisáceo, mientras la especie L. barbadensis, recientemente separada como especie plena no presenta dimorfismo sexual, y es casi idéntica a la hembra de L. noctis. Ambas son bastante comunes en una variedad de ambientes naturales de las islas que habitan.

## Taxonomía

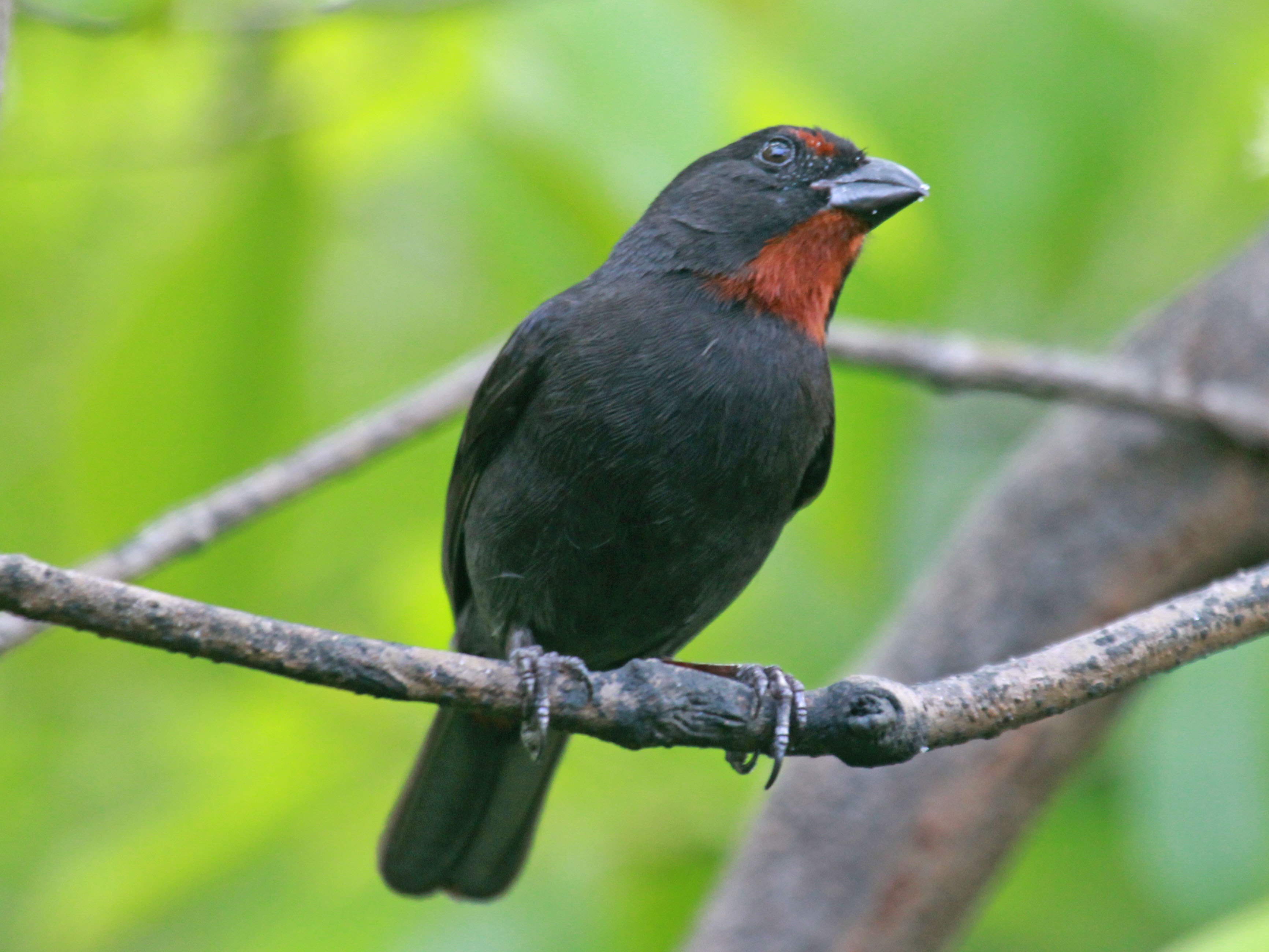
Una Loxigilla Noctis en la rama de un árbol

Los datos genéticos de Burns et al. (2002, 2003) suministraron un fuerte soporte para un grupo monofilético formado por Coereba, Tiaris, y los pinzones de Galápagos (Certhidea, Platyspiza, Camarhynchus y Geospiza, e incluyendo Pinaroloxias), así como también los géneros caribeños Euneornis, Loxigilla, Loxipasser, Melanospiza y Melopyrrha todos durante décadas colocados en la familia Emberizidae; este grupo aparecía embutido dentro del linaje de los tráupidos. Como resultado de esos estudios, todos los géneros citados, incluyendo Loxigilla, fueron transferidos para Thraupidae.
Finalmente, los estudios de Barker et al. (2013) y Burns et al. (2014) confirmaron fuertemente la monofilia del clado descrito más arriba y propusieron el nombre de una subfamilia Coerebinae, para designarlo. 
Los amplios estudios filogenéticos realizados por Burns et al. (2014), mostraron que el género Loxigilla era polifilético, con Loxigilla noctis y L. barbadensis formando un clado fuertemente soportado, separado en el árbol filogenético de otro clado bien caracterizado, formado por las entonces denominadas Loxigilla portoricensis y L. violacea, y Melopyrrha nigra. Sobre esta base, Burns et al. (2014) recomendaron la inclusión de portoricensis y violacea en  Melopyrrha, y la retención de noctis y barbadensis en el presente género, lo que fue aprobado en la Propuesta 2018-C-11 al Comité de Clasificación de Norte y Mesoamérica (N&MACC).
Después de revisar la literatura taxonómica, Burns et al. (2016) recomendaron usar el género Pyrrhulagra Bonaparte, 1850 para L. portoricensis, L. violacea y Melopyrrha nigra, que tendría prioridad sobre Melopyrrha, propuesto por el mismo Bonaparte en 1853. Esta tesis fue seguida por Aves del Mundo (HBW) y Birdlife International (BLI). En el análisis de la Propuesta 2018-C-11 al N&MACC se destacó que la especie tipo designada por Bonaparte para el género Pyrrhulagra es Fringilla noctis, el protónimo de Loxigilla noctis, lo que convierte a Pyrrhulagra en un sinónimo posterior de Loxigilla.

### Lista de especies
Según las clasificaciones del Congreso Ornitológico Internacional (IOC) y Clements Checklist v.2019, el género agrupa a las siguientes especies con el respectivo nombre popular de acuerdo con la Sociedad Española de Ornitología (SEO):
| Imagen | Nombre científico     | Autor            | Nombre común          | Estado de conservación |
| ------ | --------------------- | ---------------- | --------------------- | ---------------------- |
|        | Loxigilla noctis      | (Linnaeus), 1766 | semillero gorjirrojo  | LC                     |
|        | Loxigilla barbadensis | Cory, 1886       | semillero de Barbados | LC                     |